# Pietro Gonella
Pietro Gonella (Cologna Veneta, 29 aprile 1943) è un allenatore di calcio ed ex calciatore italiano, di ruolo centrocampista e attaccante.

## Carriera
Inizia la carriera agonistica nel Genoa, club con cui vince la Coppa dell'Amicizia italo-francese 1963, scendendo in campo in due occasioni durante la competizione.
Nell'estate 1963 passa all'Entella, sodalizio con cui vince il Girone A della Serie D 1963-1964, ottenendo la promozione in terza serie.
Ritorna al Genoa la stagione seguente. In rossoblu esordisce nel campionato cadetto il 24 ottobre 1965, nel pareggio casalingo per 1-1 contro il Mantova. Con i genovesi chiude la stagione al quinto posto, a due punti dal promosso Mantova.
Nel 1966 passa al Messina, club con cui milita due stagioni tra i cadetti, retrocedendo in terza serie nell'annata 1967-1968 al termine degli spareggi salvezza contro Perugia, Lecco, Genoa e Venezia, quest'ultimo anch'esso retrocesso.
La stagione seguente milita in terza serie tra le file dello Spezia, sodalizio con cui ottiene il sedicesimo posto del girone B.
L'anno successivo ritorna al Messina, ottenendo il settimo posto del girone C della Serie C.
La stagione 1970-1971 lo vede indossare la maglia del Savoia, club di cui rivestirà da subentrato anche il ruolo di allenatore, prima di venire sostituito anch'egli.
Nella sua carriera ha collezionato 71 presenze in Serie B, mettendo a segno 7 reti.

## Palmarès

### Competizioni nazionali
- Serie D: 1

Entella: 1963-1964

### Competizioni internazionali
- Coppa dell'Amicizia: 1

Genoa: 1963